# The Norman Fucking Rockwell Tour
The Norman Fucking Rockwell Tour (стилизовано как The Norman Fucking Rockwell! Tour) — концертный тур американской певицы Ланы Дель Рей, организованный в поддержку шестого студийного альбома Norman Fucking Rockwell! (2019). Две части тура (Северная Америка и Европа) были анонсированы 1 августа 2019 года; первый концерт прошёл 21 сентября в Jones Beach Theater, Уанто, штат Нью-Йорк.

## Предыстория
В июле 2017 года Дель Рей выпустила пятый альбом, получивший название Lust for Life, и спустя месяц объявила о скором начале турне в его поддержку — LA to the Moon Tour, — которое продлилось с января по август 2018 года. Почти за два месяца до начала тура, исполнительница начала работу над следующей пластинкой, впоследствии получившей название Norman Fucking Rockwell!. Гастролируя по миру, певица параллельно записывалась в студии с продюсером и лауреатом «Грэмми» Джеком Антонофф. Первые результаты их сотрудничества были представлены в сентябре 2018 года — в поддержку следующего лонгплея были выпущены синглы «Mariners Apartment Complex» и «Venice Bitch». Продюсирование альбома завершилось в декабре того же года и через месяц был издан третий сингл — «hope is a dangerous thing for a woman like me to have — but i have it». В мае 2019 года Дель Рей записала кавер-версию «Doin’ Time» Sublime для документального фильма о группе. Позже было решено включить кавер в Norman Fucking Rockwell!.
30 июля исполнительница представила оформление и список композиций будущего диска, а через день — анонсировала турне в его поддержку. Первая часть тура запланирована на осень 2019 года, с концертами в малых и средних городах Соединённых Штатов и Канады, а также с выступлением в Абу-Даби, Объединённые Арабские Эмираты; вторая — на первый квартал следующего года, с остановками в Франции, Великобритании, Германии и Шотландии. Концерты с 21 февраля по 3 марта были отменены в связи с болезнью Дель Рей. Кроме того, из-за вспышки COVID-19 выступления 15 мая в Галф-Шорс, 5 июня в Барселоне и 7 июня в Париже были отменены. Прочие, не указанные выше концерты, включая фестиваль Гластонбери, были перенесены организаторами на более позднее время.

## Даты концертов
| Дата        | Город         | Страна | Площадка                               | Разогрев        | Посещаемость | Доход    |
| ----------- | ------------- | ------ | -------------------------------------- | --------------- | ------------ | -------- |
| 21 сентября | Уанто         | США    | Jones Beach Theater                    | неизвестно      | —            | —        |
| 30 сентября | Ванкувер      | Канада | Роджерс-арена                          | неизвестно      | 8252 / 8252  | $544 067 |
| 2 октября   | Сиэтл         | США    | WaMu Thear                             | неизвестно      | —            | —        |
| 3 октября   | Портленд      | США    | Мода-центр                             | неизвестно      | 8312 / 8840  | $570 374 |
| 6 октября   | Беркли        | США    | Hearst Greek Theatre                   | неизвестно      | 8597 / 8597  | $587 492 |
| 8 октября   | Сакраменто    | США    | Sacramento Memorial Auditorium         | неизвестно      | —            | —        |
| 10 октября  | Лос-Анджелес  | США    | Голливуд-боул                          | неизвестно      | —            | —        |
| 11 октября  | Сан-Диего     | США    | CalCoast Credit Union Open Air Theatre | неизвестно      | —            | —        |
| 3 ноября    | Альбукерке    | США    | Kiva Auditorium                        | Эндрю Томас     | —            | —        |
| 4 ноября    | Денвер        | США    | Bellco Theatre                         | Джулия Джаклин  | 4620 / 4620  | $327 271 |
| 6 ноября    | Су-Фолс       | США    | The District                           | Хейли Маккаллум | 1480 / 1480  | $112 610 |
| 8 ноября    | Чикаго        | США    | Byline Bank Aragon Ballroom            | Люси Дакус      | —            | —        |
| 10 ноября   | Де-Мойн       | США    | Community Choice Convention Center     | неизвестно      | —            | —        |
| 11 ноября   | Мадисон       | США    | The Sylvee                             | неизвестно      | 2249 / 2249  | $164 617 |
| 13 ноября   | Омаха         | США    | Slosburg Hall                          | Никки Лейн      | 2586 / 2610  | $172 863 |
| 14 ноября   | Канзас-Сити   | США    | Uptown Theater                         | Lissie          | —            | —        |
| 16 ноября   | Уичито        | США    | Cotillion Ballroom                     | неизвестно      | —            | —        |
| 17 ноября   | Оклахома-Сити | США    | The Criterion                          | Роберт Эллис    | —            | —        |
| 19 ноября   | Нашвилл       | США    | Nashville Municipal Auditorium         | Lissie          | —            | —        |
| 30 ноября   | Абу-Даби      | ОАЭ    | Du Arena                               | неизвестно      | —            | —        |